# Final de la Copa Africana de Naciones 2006

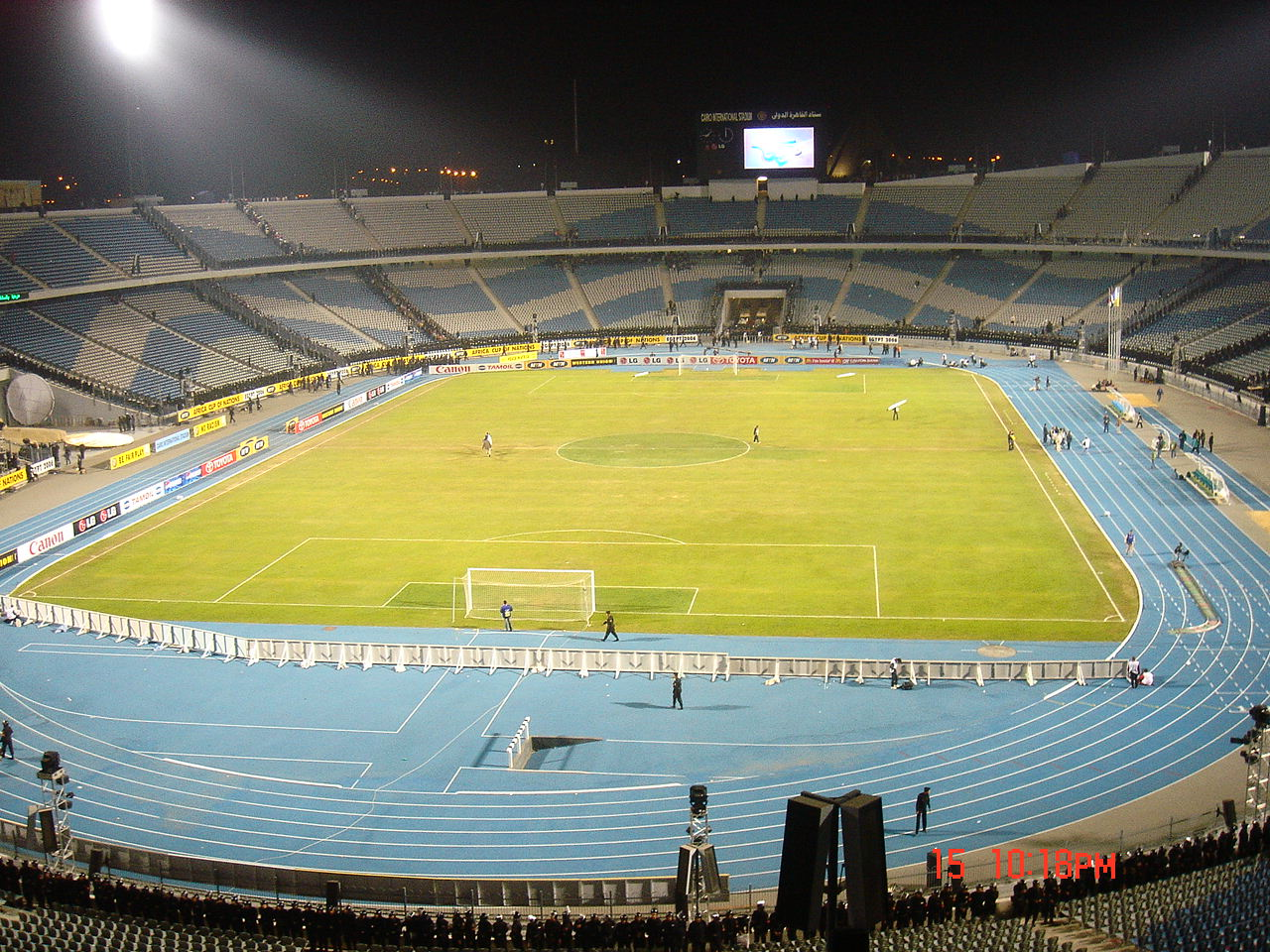
Fue en el Estadio Internacional de El Cairo donde al igual como en la edición de 1986, Egipto se proclamó campeón de local por la vía de los penales.

La final de la Copa Africana de Naciones de 2006 fue jugada en el Estadio Internacional de El Cairo el 10 de febrero de 2006, los finalistas del torneo fueron la selección local de Egipto y la selección de Costa de Marfil. El partido acabó en un empate sin goles por lo cual se tuvo que recurrir a la definición por penales para dilucidar al nuevo monarca, en aquella instancia Egipto se alzó con el triunfo obteniendo así su quinta corona.

## Enfrentamiento
| Bandera de Egipto | vs. | Bandera de Costa de Marfil |
| Egipto 0 (4)      | vs. | Costa de Marfil 0 (2)      |
| ----------------- | --- | -------------------------- |

## Camino a la final
| Equipo          | Pts. | PJ | PG | PE | PP | GF | GC | Dif |
| --------------- | ---- | -- | -- | -- | -- | -- | -- | --- |
| Egipto          | 7    | 3  | 2  | 1  | 0  | 6  | 1  | 5   |
| Costa de Marfil | 6    | 3  | 2  | 0  | 1  | 4  | 4  | 0   |
| Marruecos       | 2    | 3  | 0  | 2  | 1  | 0  | 1  | -1  |
| Libia           | 1    | 3  | 0  | 1  | 2  | 1  | 5  | -4  |

| Equipo          | Pts. | PJ | PG | PE | PP | GF | GC | Dif |
| --------------- | ---- | -- | -- | -- | -- | -- | -- | --- |
| Egipto          | 7    | 3  | 2  | 1  | 0  | 6  | 1  | 5   |
| Costa de Marfil | 6    | 3  | 2  | 0  | 1  | 4  | 4  | 0   |
| Marruecos       | 2    | 3  | 0  | 2  | 1  | 0  | 1  | -1  |
| Libia           | 1    | 3  | 0  | 1  | 2  | 1  | 5  | -4  |

## Partido
| 1          | Guardameta     | Essam El-Hadary      |      |
| 3          | Defensa        | Mohamed Abdelwahab   |      |
| 4          | Defensa        | Ibrahim Said         | 113' |
| 5          | Defensa        | Abdel-Zaher El-Saqqa |      |
| 12         | Defensa        | Mohamed Barakat      |      |
| 20         | Defensa        | Wael Gomaa           | 21'  |
| 11         | Centrocampista | Mohamed Shawky       |      |
| 17         | Centrocampista | Ahmed Hassan         |      |
| 22         | Centrocampista | Mohamed Aboutrika    |      |
| 10         | Delantero      | Emad Moteab          | 81'  |
| 19         | Delantero      | Amr Zaki             |      |
| Entrenador | Entrenador     | Hassan Shehata       |      |

| 1          | Guardameta     | Jean-Jacques Tizié |     |
| 3          | Defensa        | Arthur Boka        |     |
| 4          | Defensa        | Kolo Touré         |     |
| 6          | Defensa        | Blaise Kouassi     |     |
| 19         | Defensa        | Yaya Touré         | 91' |
| 21         | Defensa        | Emmanuel Eboué     |     |
| 2          | Centrocampista | Kanga Akalé        | 60' |
| 5          | Centrocampista | Didier Zokora      |     |
| 7          | Centrocampista | Emerse Faé         |     |
| 9          | Delantero      | Arouna Koné        |     |
| 11         | Delantero      | Didier Drogba      |     |
| Entrenador | Entrenador     | Henri Michel       |     |

| 7  | Defensa        | Ahmed Fathy     | 21'  |
| 6  | Centrocampista | Hassan Mostafa  | 81'  |
| 14 | Delantero      | Abdel Halim Ali | 113' |

| 8  | Delantero | Bonaventure Kalou | 60' |
| 14 | Delantero | Bakari Koné       | 91' |

| Amonestado | 56' | Ahmed Hassan         |
| Amonestado | 75' | Abdel-Zaher El-Saqqa |

| Amonestado | 2'   | Kanga Akalé        |
| Amonestado | 43'  | Blaise Kouassi     |
| Amonestado | 53'  | Emmanuel Eboué     |
| Amonestado | 119' | Jean-Jacques Tizié |

| Ahmed Hassan       | Acierto de penal | 1 : 0 |                  |                |
|                    |                  | 1 : 0 | Fallo de penal   | Didier Drogba  |
|                    |                  |       |                  |                |
| Mohamed Abdelwahab | Acierto de penal | 2 : 0 |                  |                |
|                    |                  | 2 : 1 | Acierto de penal | Kolo Touré     |
| Abdel Halim Ali    | Fallo de penal   | 2 : 1 |                  |                |
|                    |                  | 2 : 1 | Fallo de penal   | Bakari Koné    |
| Amr Zaki           | Acierto de penal | 3 : 1 |                  |                |
|                    |                  | 3 : 2 | Acierto de penal | Emmanuel Eboué |
| Mohamed Aboutrika  | Acierto de penal | 4 : 2 |                  |                |

| Árbitro             | Mourad Daami        |
| Árbitros asistentes | Celestin Ntagungira |
| Árbitros asistentes | Ibrahim Djezzar     |

| 1          | Guardameta     | Essam El-Hadary      |      |
| 3          | Defensa        | Mohamed Abdelwahab   |      |
| 4          | Defensa        | Ibrahim Said         | 113' |
| 5          | Defensa        | Abdel-Zaher El-Saqqa |      |
| 12         | Defensa        | Mohamed Barakat      |      |
| 20         | Defensa        | Wael Gomaa           | 21'  |
| 11         | Centrocampista | Mohamed Shawky       |      |
| 17         | Centrocampista | Ahmed Hassan         |      |
| 22         | Centrocampista | Mohamed Aboutrika    |      |
| 10         | Delantero      | Emad Moteab          | 81'  |
| 19         | Delantero      | Amr Zaki             |      |
| Entrenador | Entrenador     | Hassan Shehata       |      |

| 1          | Guardameta     | Jean-Jacques Tizié |     |
| 3          | Defensa        | Arthur Boka        |     |
| 4          | Defensa        | Kolo Touré         |     |
| 6          | Defensa        | Blaise Kouassi     |     |
| 19         | Defensa        | Yaya Touré         | 91' |
| 21         | Defensa        | Emmanuel Eboué     |     |
| 2          | Centrocampista | Kanga Akalé        | 60' |
| 5          | Centrocampista | Didier Zokora      |     |
| 7          | Centrocampista | Emerse Faé         |     |
| 9          | Delantero      | Arouna Koné        |     |
| 11         | Delantero      | Didier Drogba      |     |
| Entrenador | Entrenador     | Henri Michel       |     |

| 7  | Defensa        | Ahmed Fathy     | 21'  |
| 6  | Centrocampista | Hassan Mostafa  | 81'  |
| 14 | Delantero      | Abdel Halim Ali | 113' |

| 8  | Delantero | Bonaventure Kalou | 60' |
| 14 | Delantero | Bakari Koné       | 91' |

| Amonestado | 56' | Ahmed Hassan         |
| Amonestado | 75' | Abdel-Zaher El-Saqqa |

| Amonestado | 2'   | Kanga Akalé        |
| Amonestado | 43'  | Blaise Kouassi     |
| Amonestado | 53'  | Emmanuel Eboué     |
| Amonestado | 119' | Jean-Jacques Tizié |

| Ahmed Hassan       | Acierto de penal | 1 : 0 |                  |                |
|                    |                  | 1 : 0 | Fallo de penal   | Didier Drogba  |
|                    |                  |       |                  |                |
| Mohamed Abdelwahab | Acierto de penal | 2 : 0 |                  |                |
|                    |                  | 2 : 1 | Acierto de penal | Kolo Touré     |
| Abdel Halim Ali    | Fallo de penal   | 2 : 1 |                  |                |
|                    |                  | 2 : 1 | Fallo de penal   | Bakari Koné    |
| Amr Zaki           | Acierto de penal | 3 : 1 |                  |                |
|                    |                  | 3 : 2 | Acierto de penal | Emmanuel Eboué |
| Mohamed Aboutrika  | Acierto de penal | 4 : 2 |                  |                |

| Árbitro             | Mourad Daami        |
| Árbitros asistentes | Celestin Ntagungira |
| Árbitros asistentes | Ibrahim Djezzar     |

|                   |
| Bandera de Egipto |
| Campeón Egipto    |
| 5.to título       |